# Zahlensinn
Mit Zahlensinn wird die angeborene, intuitive Fähigkeit zum Wahrnehmen und Unterscheiden von Mengen/Anzahlen bezeichnet, einschließlich der Fähigkeit Veränderungen von Mengen zu erkennen und zu bestimmen. Die Bezeichnung number sense wurde von Tobias Dantzig (1884–1956) in seinem Buch Number: The Language of Science eingeführt (1930), und diverse Wissenschaftler haben den Zahlensinn seither in weiteren Details belegt, so zum Beispiel Karen Wynn (Psychologie/Kognition) und Stanislas Dehaene (Neurowissenschaften).

## Forschung
Auch wenn die Definitionen des Zahlensinns sich in Nuancen unterscheiden, so gilt er heute als anerkannt. Der Zahlensinn gilt als Fundament für die weitere Entwicklung des Zählverständnisses sowie darauf aufbauender mathematischen Kompetenzen.
Die Forschung in diesem Bereich hat eine Reihe wichtiger Ergebnisse erbracht:
- Der Sulcus intraparietalis (IPS) ist das Hirnareal, welches immer aktiv ist, wenn Mengen im Spiel sind. Diese Region ist „plurimodal“, d. h. ihre Aktivierung erfolgt über diverse sensorische Kanäle.
- Diese Region IPS ist eng vernetzt mit Neuronen, die insbesondere aktiv werden für die Verarbeitung von Größe und Raum / Lage.
- Studien im Bereich der Geometrie belegen heute, dass Menschen auch hier über eine Ur-Intuition bzgl. Raum / Lage und Winkel verfügen.
- Im Falle von Hirnverletzungen ist es möglich, dass der Zahlensinn bei ansonsten intaktem Denk- und Sprachvermögen verloren gehen kann.
- Babys zeigen bereits kurz nach der Geburt in diversen Experimenten ihren „Zahlensinn“ (vgl. Studien von K. Wynn und V. Izard).
- Auch bei Säugetieren, Vögeln und Fischen wurde in wissenschaftlichen Studien ein „Zahlensinn“ festgestellt, siehe Mengenunterscheidung bei Tieren.

Das Verständnis des Zahlensinns ist für die frühkindliche Bildung bzw. Lernförderung essentiell und maßgeblich. Der angeborene, intuitive Zahlensinn ist sozusagen das Fundament für eine solide Entwicklung und stete Verfeinerung des Verständnisses von Zahlen, Operationen und mathematischen Konzepten. In Studien wurde nachgewiesen, dass diese Entwicklung und Verfeinerung mathematischer Fähigkeiten von entsprechender Erfahrung/Lehre abhängig ist. Im Rahmen der frühkindlichen Bildung ist der Mensch darauf angewiesen, dass der angeborene Zahlensinn angeregt und gefestigt wird (Vergleiche von Anzahlen, Größen etc., abzählen, mehr/weniger werden). In der frühen Schulbildung ist er darauf angewiesen, im steten Dialog zwischen Mengenintuition und Zahlwörtern ein abstrakteres Verständnis zu entwickeln und entsprechende Hirnschaltungen aufzubauen. Diese kindliche Anregung und Bildung ist schließlich entscheidend für eine gesunde Entwicklung mathematischer Fähigkeiten.
Forschungen im Bereich Dyskalkulie zeigen, dass derart grundsätzliche Defizite des Zahlensinns äußerst selten vorkommen. Viel häufiger ist zu beobachten, dass die akkuratere Vorstellung von Zahlen und Operationen nur mangelhaft entwickelt wurde. Allerdings können in beiden Fällen – angeborene Defizite des Zahlensinns/Dyskalkulie sowie aufgebaute Defizite durch mangelhafte Lehre – frühe und gezielte professionelle Interventionen zu nachhaltiger Verbesserung der mathematischen Kompetenzen beitragen (individualisierter Unterricht, individuelle Förderung, Lerntherapie).

### Bücher
- B. Butterworth: The mathematical brain. Papermac, London u. a. 2000, ISBN 0-333-76610-5.
- Tobias Dantzig: Number: The Language of Science. Plume, 2007, ISBN 978-0-452-28811-9 (Neuausgabe der 4. Auflage 1954), Volltext (PDF)
- Stanislas Dehaene: Der Zahlensinn oder warum wir rechnen können. Birkhäuser, Basel, Berlin u. a. 1999, ISBN 3-7643-5960-9 (Rezension)
- Keith Devlin: Das Mathe-Gen. Oder: Wie sich das mathematische Denken entwickelt + Warum Sie Zahlen ruhig vergessen können. 3. Auflage. Dt. Taschenbuch-Verlag, München 2004, ISBN 3-423-34008-8.
- Burkhart Fischer: Hören-Sehen-Blicken-Zählen: Teilleistungen und ihr Störungen. Verlag Hans Huber, Bern 2007, ISBN 978-3-456-84243-1.

### Studien in Fachzeitschriften
- Stanislas Dehaene, Véronique Izard, Elizabeth Spelke, Pierre Pica: Log or Linear? Distinct Intuitions of the Number Scale in Western and Amazonian Indigene Cultures. In: Science. Band 320, Nr. 5880, 30. Mai 2008, ISSN 0036-8075, S. 1217–1220, doi:10.1126/science.1156540.
- Burkhart Fischer, Andrea Köngeter und Klaus Hartnegg: Effects of daily practice on subitizing, visual counting, and basic arithmetic skills. In: Optometry & Vision Development. Band 39, Nr. 1, 2008, S. 30–34, Volltext (PDF).
- Koleen McCrink und Karen: Large-Number Addition and Subtraction by 9-Month-Old Infants. In: Psychological Science. Band 15, Nr. 11, 2004, S. 776–781, doi:10.1111/j.0956-7976.2004.00755.x.
- Khaled Nasr, Pooja Viswanathan und Andreas Nieder: Number detectors spontaneously emerge in a deep neural network designed for visual object recognition. In: Science Advances. Band 5, Nr. 5, eaav7903, doi: 10.1126/sciadv.aav7903
- Joana Stäb und Uwe J. Ilg: Video-game play and non-symbolic numerical comparison. In: Addiction Biology. Online-Vorabveröffentlichung vom 25. Mai 2021, doi:10.1111/adb.13065.
- Karen Wynn: Do infants have numerical expectations or just perceptual preferences? In: Developmental Science. Band 2, Nr. 2, 2002, S. 207–209, doi:10.1111/1467-7687.00221_3.
- Karen Wynn: Findings of addition and subtraction in infants are robust and consistent: A reply to Wakeley, Rivera and Langer. In: Child Development. Band 71, Nr. 6, 2000, S. 1535–1536, doi:10.1111/1467-8624.00245.